# モーリシャス警察隊
モーリシャス警察隊（モーリシャスけいさつたい、英語: Mauritius Police Force, MPF）は、モーリシャス共和国の警察・準軍事組織。同国は常備軍を持たないため、MPFが同国唯一の軍事力となる。MPFの本隊は、基本的に純粋な警察組織であり、約8,000名の要員を擁する。また準軍事組織として特別機動隊と沿岸警備隊を隷下に持つ。
特別機動隊（Special Mobile Force, SMF）
SMFは、イギリス軍守備隊の撤退に伴い、MPF本隊に先駆けて1960年に創設された。従来の警察官から選抜された人員と、第二次世界大戦に投入された植民地軍からのモーリシャス人退役軍人によって構成されていた。現在のSMFはおおむね戦闘団規模となっており、総兵力は1,500名規模、6個自動車化歩兵中隊と2個騎兵中隊、1個工兵中隊によって編成されている。また、SMFにはイギリス軍とインド軍からの軍事顧問が派遣されているとされている。
沿岸警備隊（National Coast Guard, NCG）
NCGの総兵力は500名規模で、哨戒艦艇5隻を有する。最大のものは外洋哨戒艦「バラクーダ」（MCGS Barracuda）であり、これはインドのGarden Reach Shipbuilders & Engineers社により建造され、2013年に就役した。1,350満載排水トン、30mm機関砲を1門備え、ヘリコプターを運用できる。
これらの準軍事部隊の他にも、100名規模のヘリコプター部隊と270名規模の暴動鎮圧部隊が設置されている。これらの部隊の将校は、イギリスやフランス、インドにおいて訓練を受けている。

## 保有機材
小火器
- 拳銃
  - ワルサーPP
  - マニューリン MR 73
- 短機関銃
  - ベレッタ M12
  - H&K MP5
  - FN P90
- 自動小銃
  - FN FAL
  - SIG SG540（英語版）
- 軽機関銃
  - ブレンL4

軽兵器
- 汎用機関銃
  - AA-52
  - FN MAG
- 重機関銃
  - ブローニングM1919A4
  - ブローニングM2
- 対戦車擲弾発射器
  - アルムブラスト
  - LRAC F1（英語版）
  - LAW 80（英語版）
- 迫撃砲
  - L16 81mm 迫撃砲

車両・航空機
- 軍用車両
  - VAB装甲車×11両（2両は20mm機関砲搭載型）[1]
  - アルヴィス タクティカ（英語版）×3両[1]
  - ランドローバー
- 固定翼機
  - ブリテン・ノーマン アイランダーBN-2T×1機[1]
  - ドルニエ 228×3機[1]
- 回転翼機
  - アエロスパシアル SA 315B ラマ（チーター）×1機[1]
  - アエロスパシアル SA 316 アルエットIII（チェタク）×5機[1]
  - ユーロコプター AS 555 SN フェニック×1機[1]
  - HAL ドゥルーブ×2機[1]

## ギャラリー

モーリシャス沿岸警備隊旗
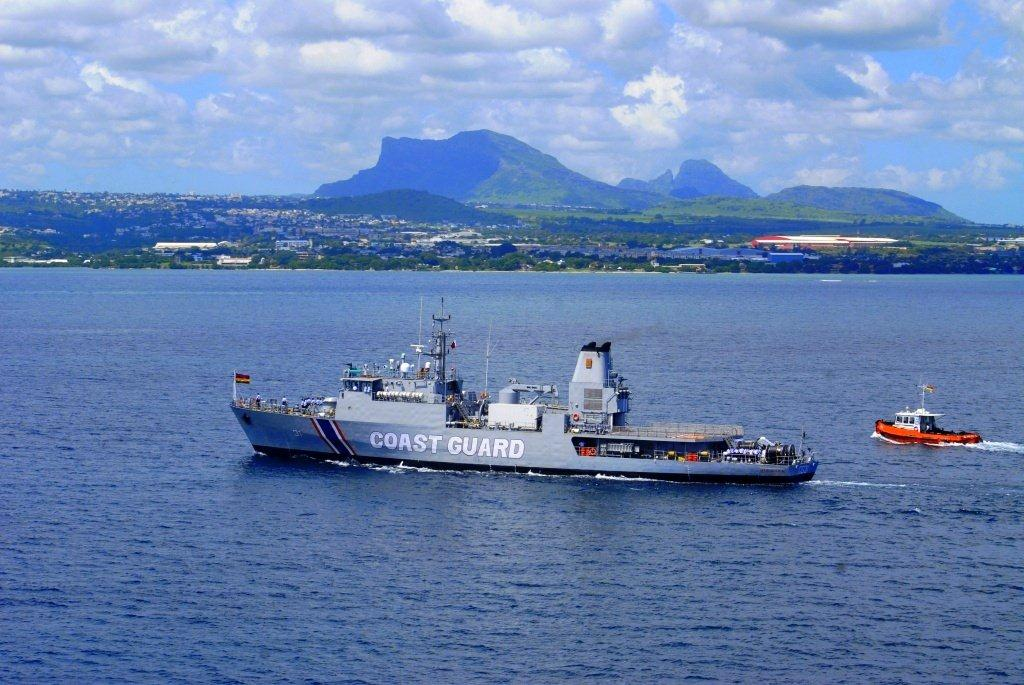
沿岸警備隊のMCGS Barracuda
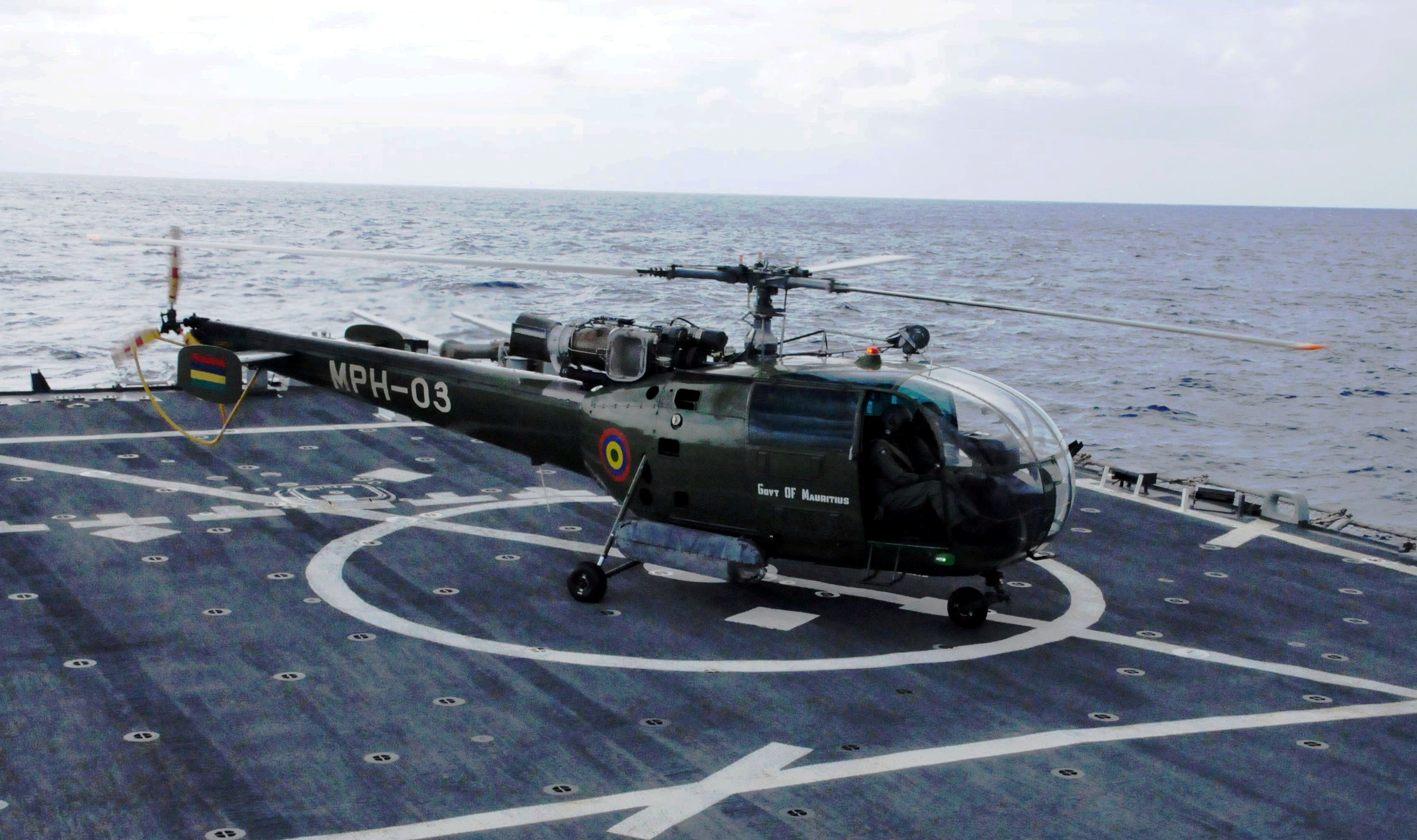
アルエットIII

## 外部サイト
公式サイト